# Storfilm
En storfilm er en film, der er karakteriseret ved et stort budget, mange medvirkende og ofte et internationalt tilsnit (hvilket kan være nødvendigt for at skaffe pengene). Normalt er der tale om episke, til tider svulstige, værker med imponerende billedsider. Som regel er filmene blevet publikumssuccesser, mens de af kritikerne har fået mere blandede modtagelser.
Blandt de instruktører, der har lavet storfilm efter dette mønster, kan nævnes:
- Cecil B. DeMille: De ti bud, Kongernes konge, En nations helte og Union Pacific.
- David Lean: Broen over floden Kwai, Lawrence af Arabien, Dr. Zhivago.
- Peter Jackson: Ringenes Herre-trilogien.

I dansk sammenhæng kan det være svært at skaffe midler til så store projekter, så når danske instruktører har forsøgt sig udi storfilm, har det som regel været internationale co-produktioner. Som eksempler kan nævnes:
- Bille August: Åndernes hus.
- Ole Bornedal: Jeg er Dina.